# Лисичка (созвездие)
Лиси́чка (лат. Vulpecula, Vul) — тусклое созвездие северного полушария, находящееся внутри Летнего треугольника.

## Описание
Занимает на небе площадь в 268,2 квадратного градуса, содержит 72 звезды, видимые невооружённым глазом. Наблюдается по всей территории России, лучшие условия наблюдения летом.
В этом созвездии в 1967 году впервые были обнаружены радиопульсирующие звёзды (пульсары). При этом даже спустя более 40 лет с момента первого открытия в этом созвездии продолжают обнаруживаться новые пульсары: в 2011 году опубликована статья об открытии PSR J1952+2630.

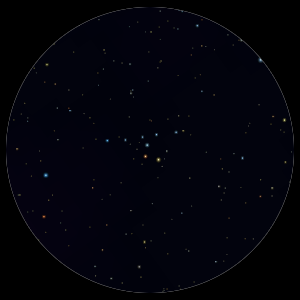
Астеризм «Вешалка» (в центре), вид в бинокль

## Интересные объекты
Созвездие бедно яркими звёздами, однако в нём можно обнаружить интересные для наблюдения объекты.
Один из таких объектов — красно-синяя планетарная туманность Гантель (M27).
В созвездии известен астеризм, легко видимый в бинокль — скопление Вешалка (Cr399).
Шесть звёзд 6-й и 7-й величины образуют прямую линию, а ещё 4 звезды — крючок, завершающий форму вешалки.
В IRAS 19340+2016 происходит формирование звёзд с протопланетными дисками.

## История

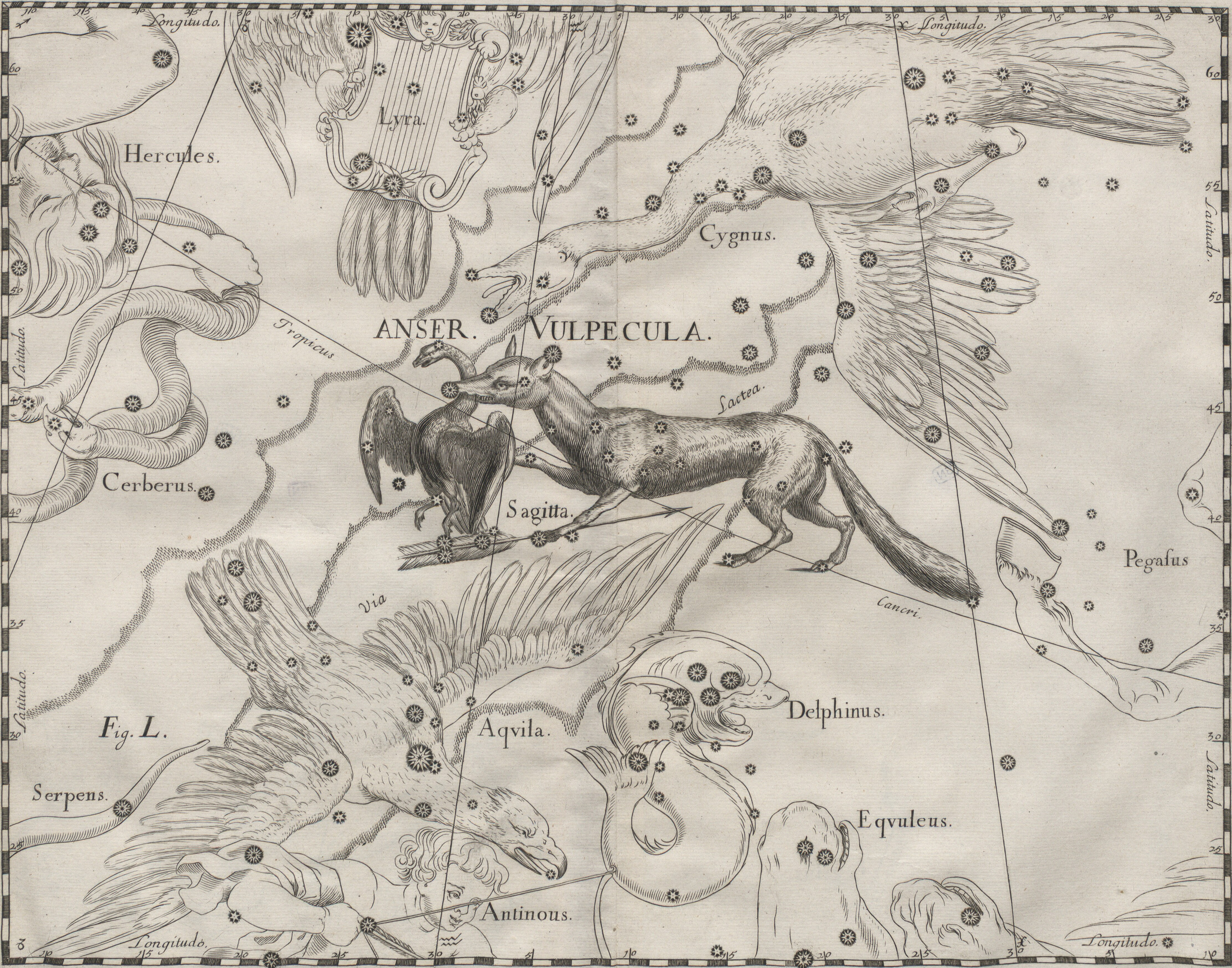
«Лисичка с Гусем» — гравюра из атласа Гевелия «Уранография»

Новое созвездие. Введено Яном Гевелием в 1690 году под именем «Vulpecula cum Ansere» — «Лисичка с Гусем». В его атласе «Уранография» созвездие изображалось лисицей, держащей в пасти гуся. Сам Гевелий так комментирует созвездие: «Лисица — это хитрое, жестокое, жадное и прожорливое животное, похожее этим на орла» (Лисичка находится рядом с созвездием Орёл). Позднее Гусь иногда выделялся в отдельное созвездие, но эта практика не получила признания, а название сократилось до «Лисичка».
В созвездии Лисичка 20 июня 1670 года картезианским монахом была открыта новая CK Лисички, наблюдавшаяся затем в течение ряда лет Яном Гевелием, который изобразил её сначала на карте, а затем, вероятно, и в «Уранографии». Годом позже она достигла видимой звёздной величины 2,6m, однако уже в 1672 её яркость уменьшилась почти до предела видимости невооружённым глазом. Остаток этой новой был обнаружен лишь в 1982 году.